# مايكل أفيناتي
مايكل جون أفيناتي (من مواليد 16 فبراير 1971) هو محام أمريكي سابق ومجرم مدان، الأكثر شهرة لتمثيله ممثلة الأفلام الإباحية ستورمي دانييلز في دعوى ضد الرئيس الأمريكي آنذاك دونالد ترامب ومحاولته لابتزاز شركة الملابس الرياضية نايكي، مما أدى إلى إدانته بعدة جنايات. مثلت شركته المدعى عليهم المشاهير ورفعت دعوى ضد شركات Fortune 500. يظهر أفيناتي على نطاق واسع في التلفزيون والصحف كمعلق قانوني وسياسي وممثل للعملاء البارزين.
قبل تأكيد قاضي المحكمة العليا بريت كافانو، قدم أفيناتي بيانًا مكتوبًا في سبتمبر 2018، متهمًا كافانو بإضافة مشروبات إلى حفلة في المدرسة الثانوية من أجل السماح بالاغتصاب الجماعي للفتيات. أنكرت المدعية، جولي سويتنيك، هذا التصريح في مقابلة مع شبكة إن بي سي نيوز، مدعية أن أفيناتي شوه ادعاءاتها. أحال تشوك غراسلي أفيناتي وسفيتنيك إلى وزارة العدل لإجراء تحقيق جنائي.
ابتداءً من مارس 2019، تم اتهام أفيناتي في كاليفورنيا ونيويورك بارتكاب جرائم فيدرالية بما في ذلك التهرب الضريبي والابتزاز والاحتيال واختلاس الأموال العامة. منذ 4 مايو 2020، لم يكن مؤهلاً لمزاولة مهنة المحاماة في كاليفورنيا. في 14 فبراير 2020، أدين أفيناتي في جميع التهم الموجهة إليه في محكمة نيويورك. أفيناتي محتجز في المركز الإصلاحي المتروبولي في نيويورك في انتظار الحكم عليه بتهمة الابتزاز في قضية نيويورك. قد يواجه أكثر من 40 سنة في السجن. في ظل مشاكل الرعاية الصحية خلال وباء الالتهاب الرئوي التاجي الجديد، تم إطلاق سراح أفيناتي مؤقتًا في أبريل 2020، وأمر بالعودة في غضون 90 يومًا، ووضع قيد الإقامة الجبرية في منزل أحد الأصدقاء في كاليفورنيا. حكم عليه بالسجن لمدة 30 شهرا في 8 يوليو 2021.
بدأت المحاكمة الثانية من أربع محاكمات جنائية فيدرالية تتعلق بأفيناتي في 21 يوليو 2021 في لوس أنجلوس، كاليفورنيا. وفي هذه العملية، أعلن أفيناتي أنه سيدافع عن نفسه. أدين بتهمة الاحتيال في التحويلات البرقية وسرقة الهوية الخطيرة.